# اکبری سرای
اکبری سرای (اردو: اکبری سرای) یک کاروانسرای بزرگ است که در لاهور، پنجاب، پاکستان واقع شده‌است. این کاروانسرا در سال ۱۶۳۷ ابتدا برای مسافران و همچنین مراقبان آرامگاه جهانگیر خان ساخته شده‌است. اکبری سرای به دلیل اینکه بهترین نمونه از این دست در پاکستان بوده و همچنین دروازه بزرگش که درگاهی برای مقبره جهانگیر شاه است، بسیار مشهور است.

## واژه‌شناسی
عبدالحمید لاهوری، مورخ دربار شاهنشاه شاه جهان، این ساختمان را با نام "جلوخانه روضه" به معنای "درگاه مقبره در کتاب پادشاهنامه ذکر کرده‌است.

## مکان
اکبری سرای در میانه مقبره جهانگیر و در مجاورت آرامگاه آصف خان واقع شده‌است.

## تاریخچه
علیرغم نام سازه، ساخت اکبری سرای در زمان اسلام شاه سوری در اواسط دهه ۱۵۵۰ آغاز شد، و نه در زمان اکبر شاه مغول. مسجد جامع آن مربوط به دوره سوری می‌باشد. اگرچه اتاق‌ها و دروازه‌های آن مربوط به دوره شاه جهان در اواسط دهه ۱۶۰۰ میلادی است.
اکبری سرای هم به عنوان کاروانسرای مسافرپذیر و هم به عنوان مرکز پستی تحت عنوان «داک چوکی» فعالیت می‌کرد و توسط یک مقام مشهور به شهنو و به کمک چندین دستیار مراقب اداره می‌شد. علوفه حیوانات، آب سرد و گرم و پایه‌های تختخواب به صورت رایگان تهیه می‌شد. این سرای همچنین دارای یک پزشک، یک نانوای مستقر در محدوده، و یک چاه آب واقع در خارج از محدوده اصلی سرا بود. همانند بسیاری از کاروانسراها احتمالاً یک بازار کوچک هم در خود سرا وجود داشته‌است.
مهاراجه رانجیت سینگ این مجموعه را به اردوگاه یکی از ژنرال‌های خارجی خود، موسی فرنگی، تبدیل کرد. این سایت در زمان حکومت امپراتوری بریتانیا بر هند و پاکستان هنگامی که به دنبال ساخت خط ریلی در نزدیکی آن به عنوان انبار ریل مورد استفاده قرار گرفت، به شدت آسیب دید.

## معماری

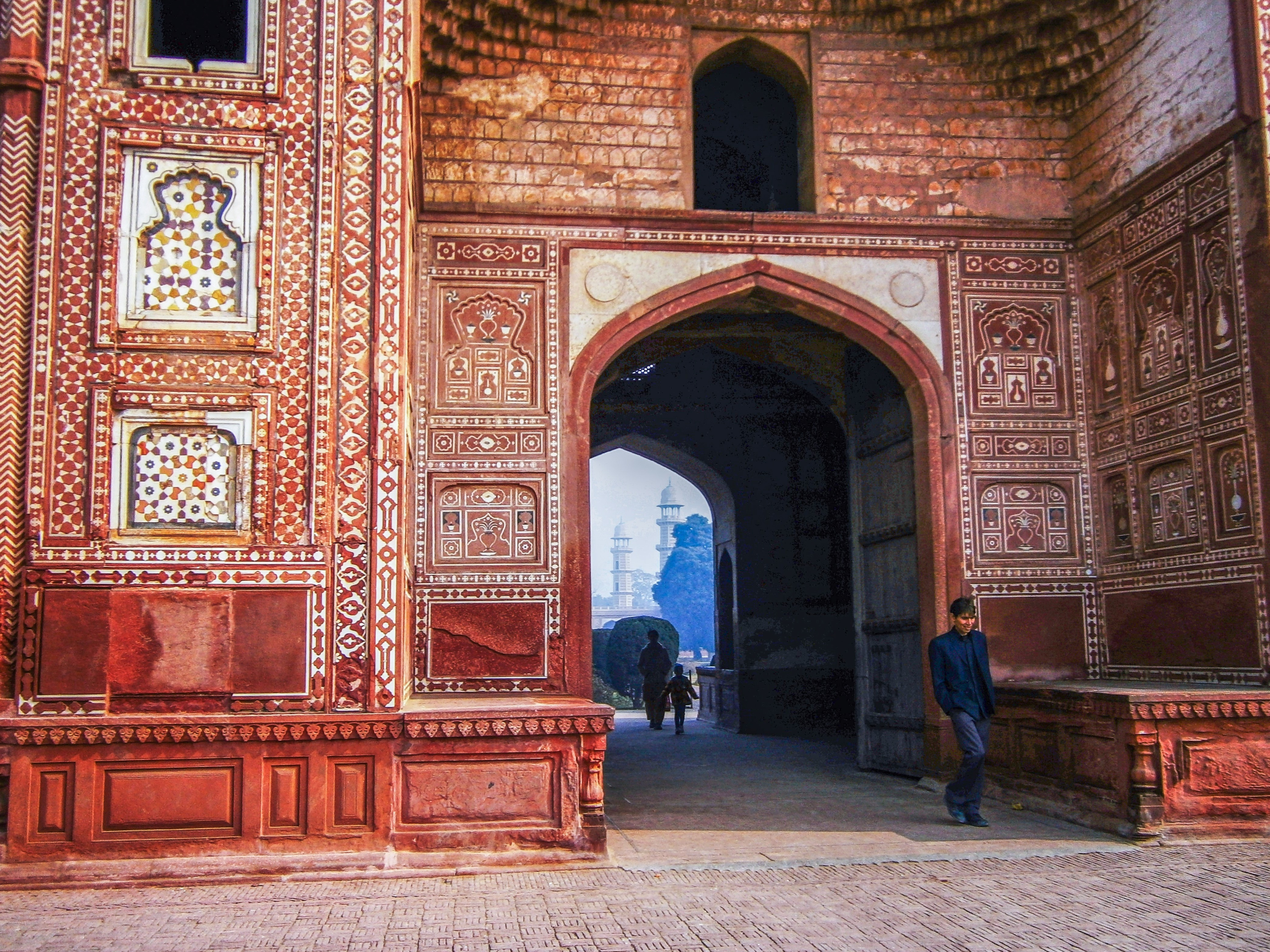
ماسه سنگ قرمز ساختمان به طرز غنی تزئین شده‌است.

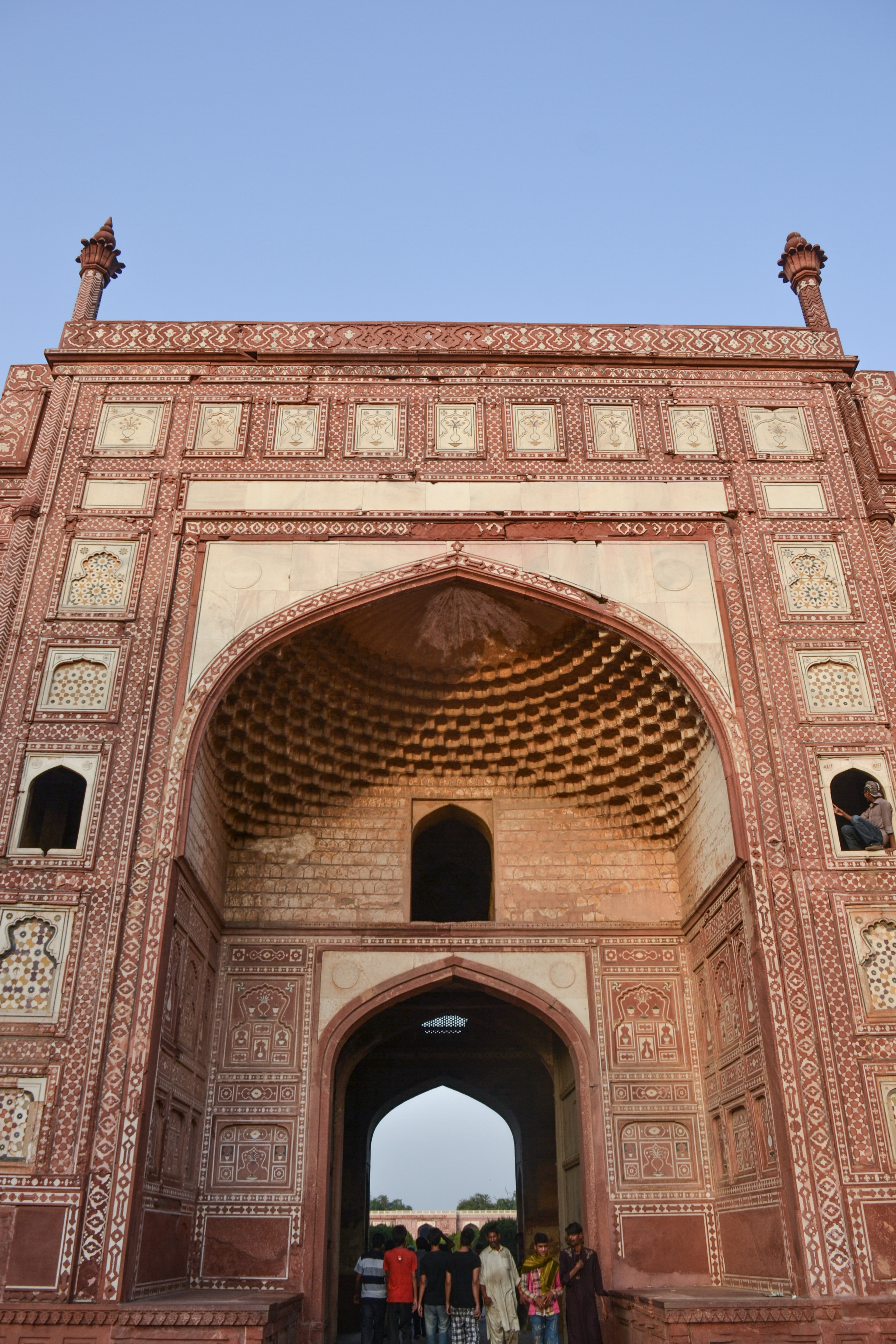
دروازه اصلی دارای مقرنس کاری است.

سرا به شکل یک چهار گوش مستطیل است که در کل ۱۲ هکتار مساحت دارد. ابعاد اکبری سرای ۷۹۷ فوت در ۶۱۰ فوت است. این مجموعه یک حیاط بزرگ دارد که توسط ۱۸۰ اتاق آن احاطه گردیده‌است.
گوشه‌های این سرا توسط برج‌ها احاطه شده‌است. این کاخ دارای دو دروازه بزرگ به سبک گورکانی است که در شمال و جنوب واقع شده‌اند و برای دیدن دوردست‌ها به کار می‌رفتند. دروازه دو طبقه است. طاق اصلی دارای یک ایوان بزرگ دو طبقه است که در کنار آن ۴ طاقچه قوس دار کوچکتر قرار دارند.ایوان مرکزی با مقرنس تزئین شده‌است. نمای خود دروازه اصلی نیز با پرچین کاریهای بسیار شکیل تزئین گردیده‌است.
در غرب کاخ در وسط ردیف غرفه‌ها مسجدی با سه گنبد قرار دارد. مسجد با تزئینات ماسه سنگ سرخ تزئین گردیده و فضای داخلی مسجد احتمالاً یک بار با نقاشی دیواری آراسته شده‌است.

## حفاظت
سرای اکبری، به همراه مقبره‌های جهانگیر و آصف خان، در سال ۱۹۹۳ در فهرست میراث میراث جهانی یونسکو ثبت شدند.

## نگارخانه

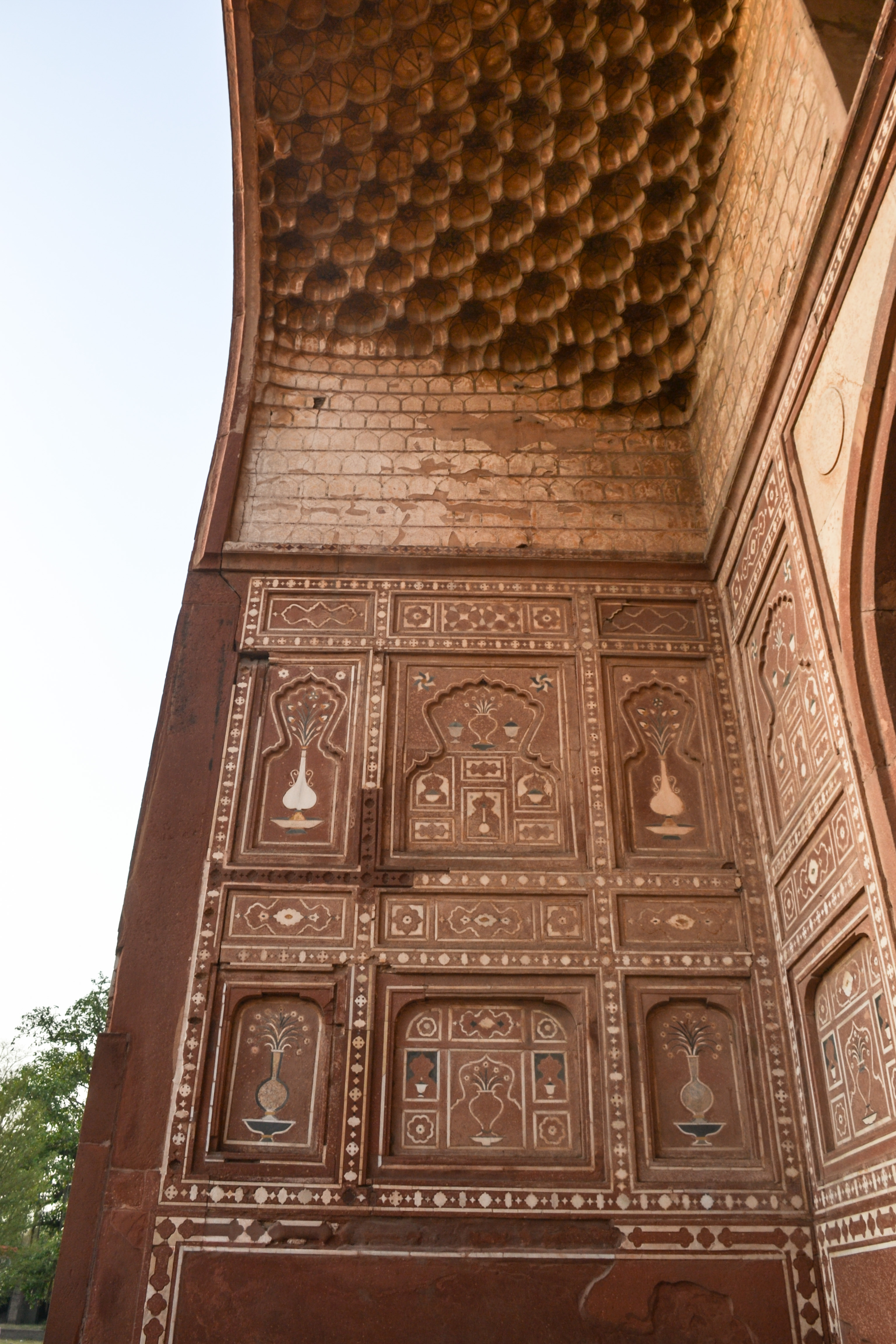
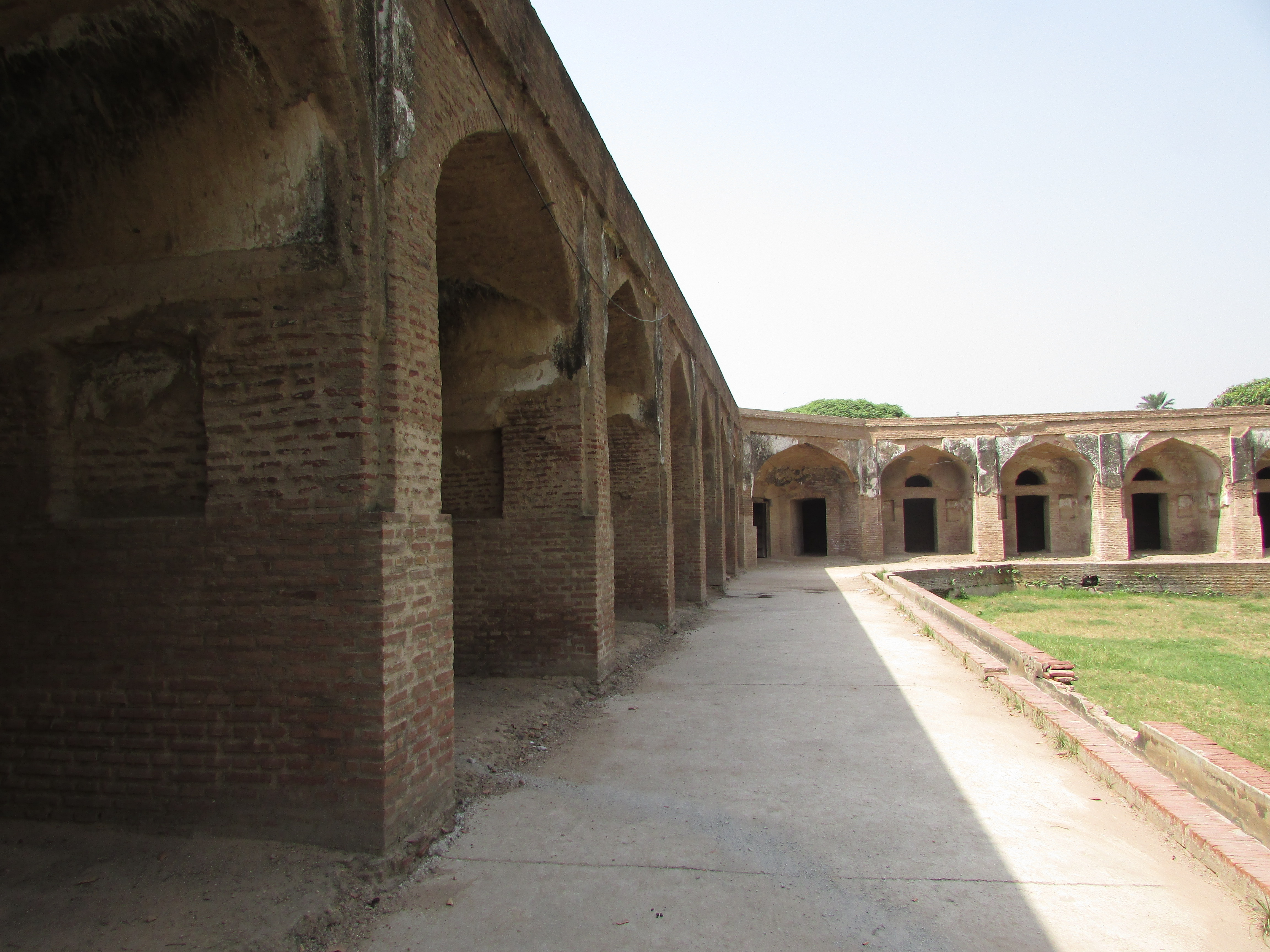
اتاق‌های سرا
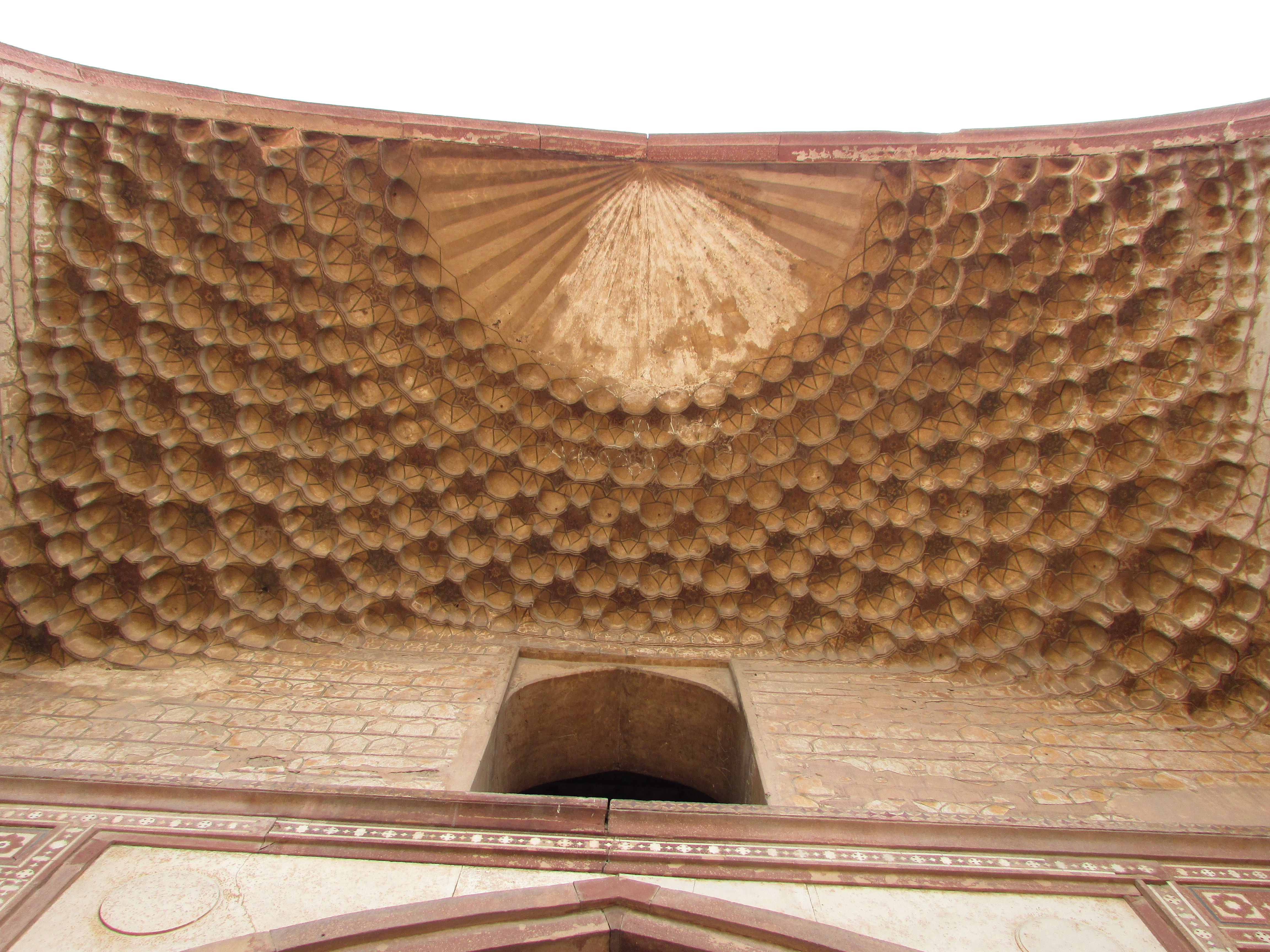
مقرنس کاری
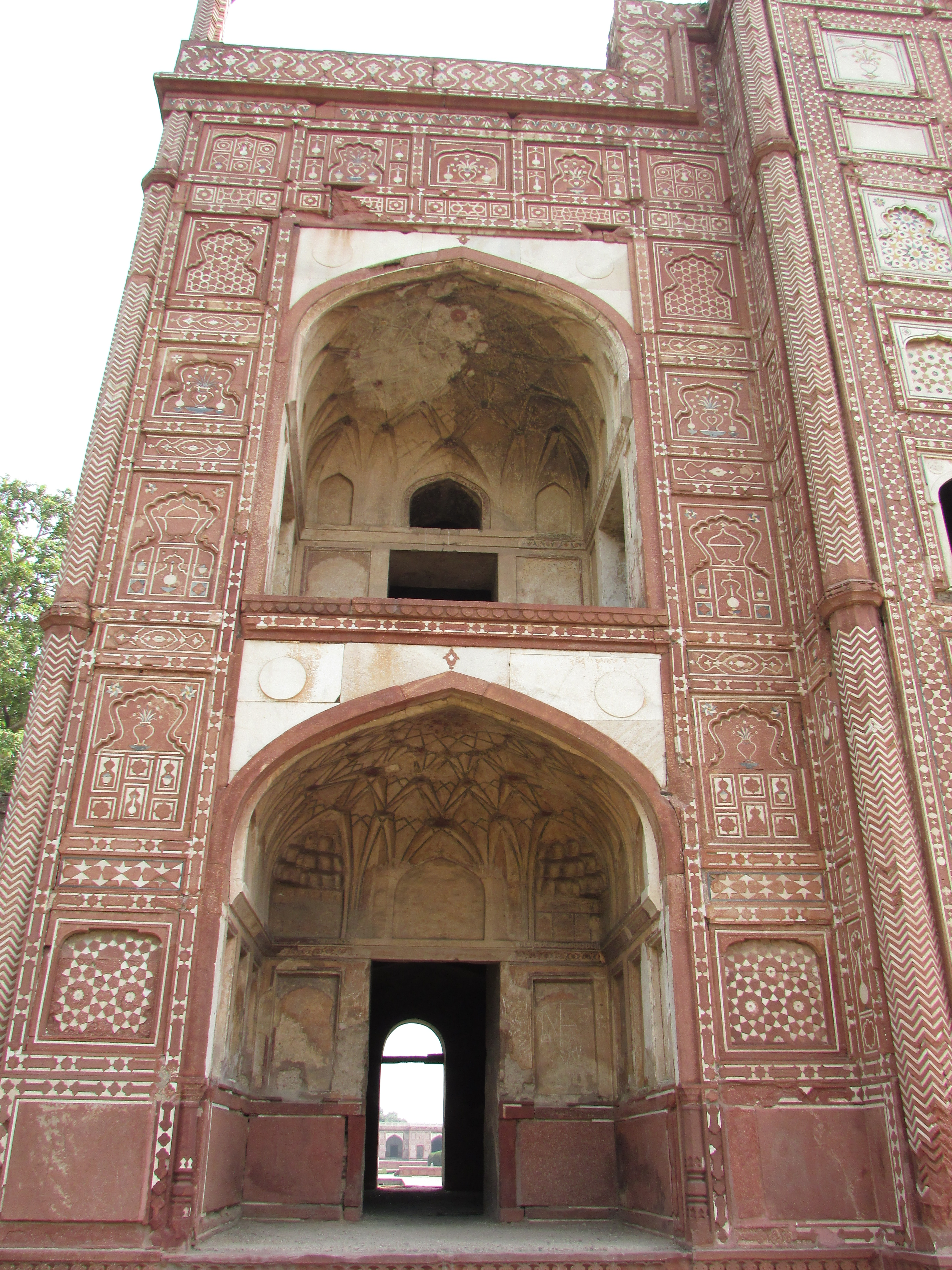
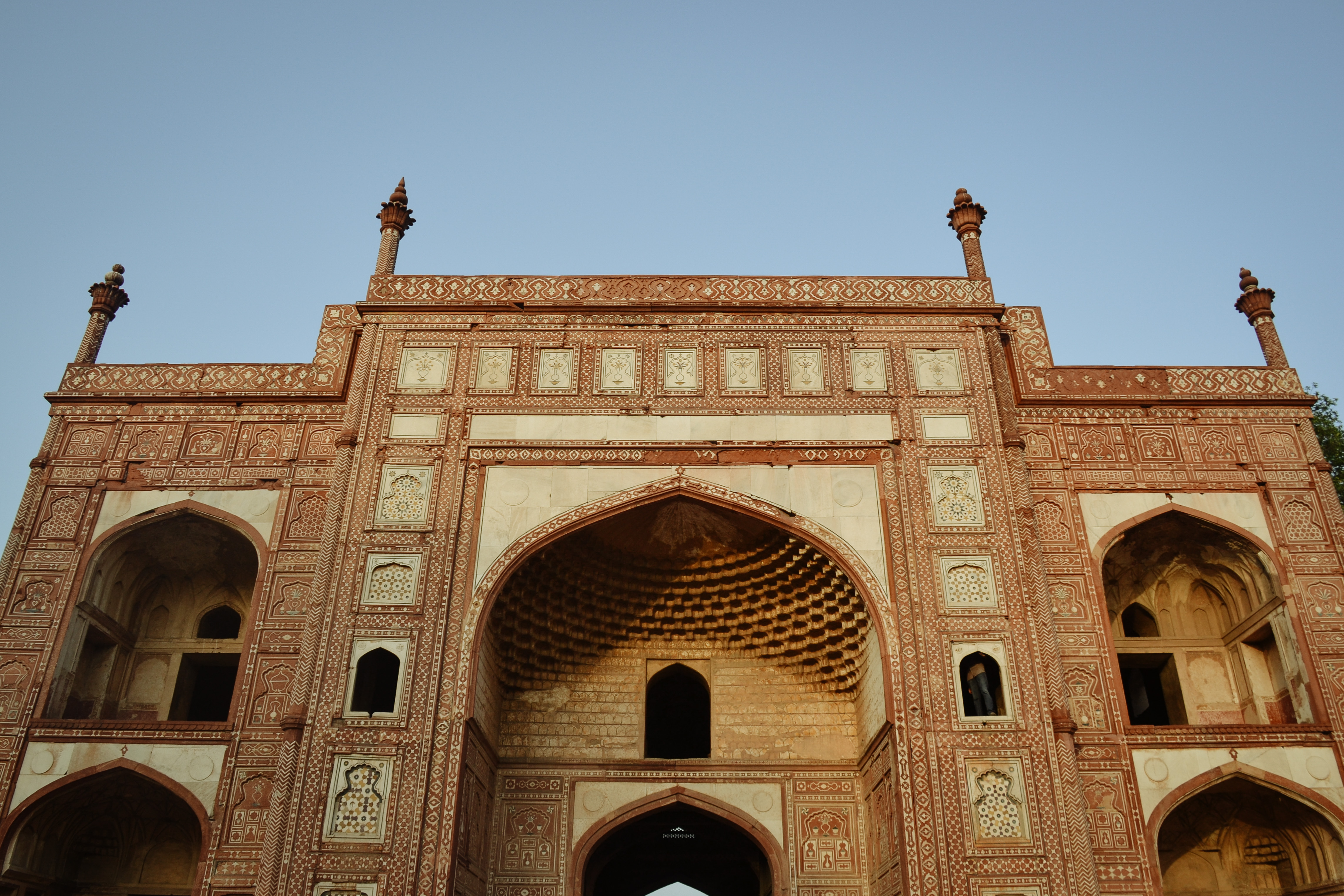
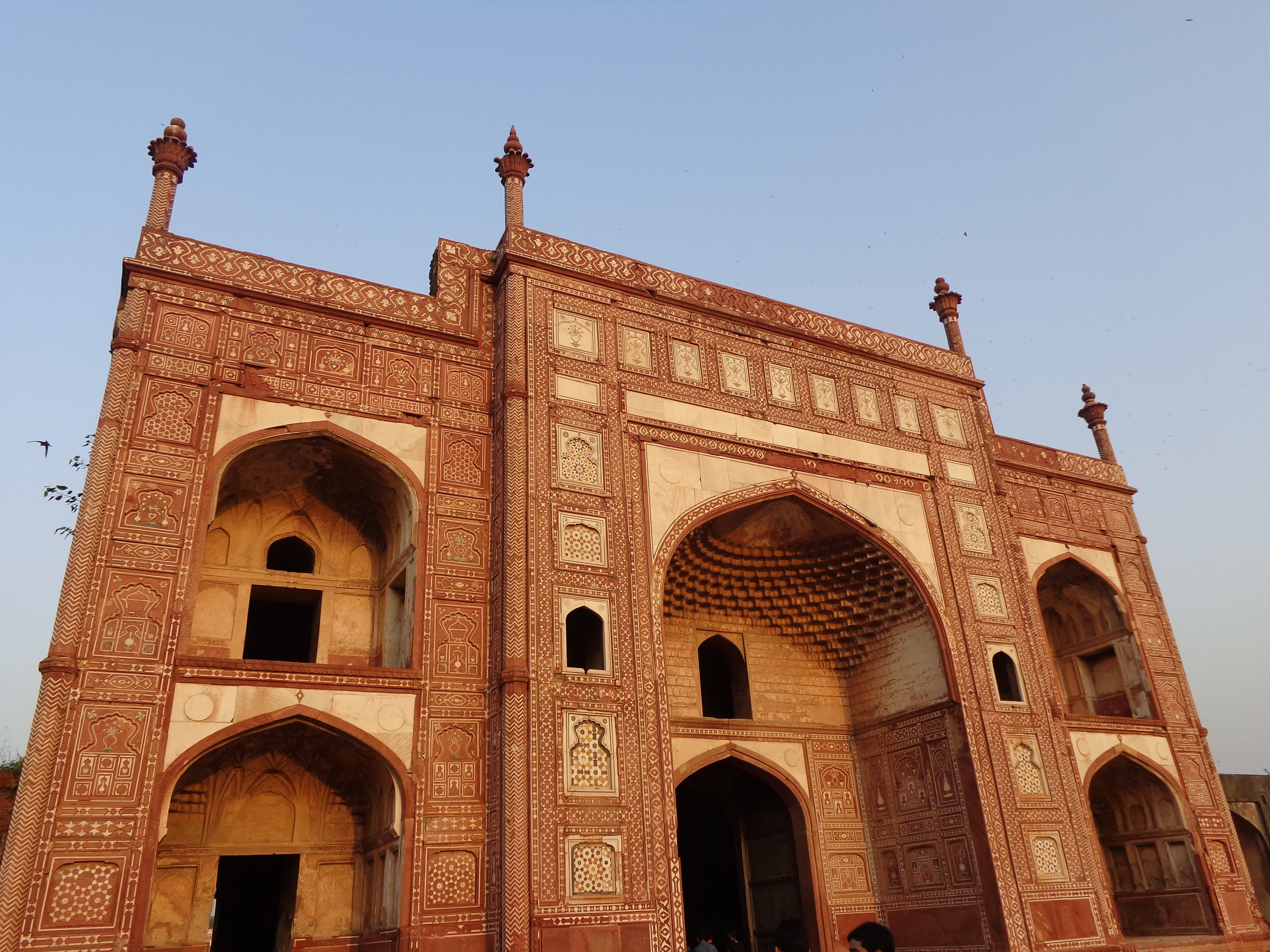